# Белой, Александр Сергеевич
Алекса́ндр Серге́евич Бело́й (6 октября 1882 — 9 мая 1938) — русский и советский военачальник, военный историк, комбриг.

## Биография
Православный. Уроженец Полтавы. Образование получил в Петровском Полтавском кадетском корпусе. В 1903 окончил Михайловское артиллерийское училище. Из училища выпущен подпоручиком в 9-ю артиллерийскую бригаду. Позже служил в лейб-гвардии 2-й артиллерийской бригаде. Поручик (ст. 10.08.1906).
В 1909 году окончил Николаевскую академию генерального штаба по первому разряду. Капитан (ст. 30.04.1909). Цензовое командование ротой отбывал в лейб-гвардии Измайловском полку (27.10.1909-08.11.1911). С 26 ноября 1911 — помощник старшего адъютанта штаба Виленского военного округа (2 г. 8 мес.). И.д. помощника начальника отделения ГУГШ (4 мес.). Старший адъютант штаба 2-го кавалерийского корпуса (3 мес.). Старший адъютант штаба 49-й пех. дивизии (1 мес.).
И.д. штаб-офицера для поручений ген-квартирмейстера штаба Главнокомандующего армиями Юго-Западного фронта (4 мес.). Подполковник (ст. 15.06.1915). С 15 июня 1915 года — помощник начальника отделения управления ген-квартирмейстера штаба Юго-Западного Фронта. С 21 сентября 1916 — и.д. начальника штаба 2-й (по Списку ГШ 1917 — 4-й) стрелковой дивизии. Полковник (пр. 06.12.1916; ст. 06.12.1916). Делопроизводитель ГУГШ (1 г.).
Добровольно вступил в РККА. С 5 ноября 1918 по 31 января 1919 был начальником штаба 4-й армии;
В 1920 командовал 3-й армией. С 11 февраля 1921 по 25 марта 1921 командовал 4-й армией. В апреле 1921 переведён на Туркестанский фронт, Врид. командующего Туркфронтом (07.- 09.1921). Включен в списки Генштаба РККА от 15.07.1919 и 07.08.1920. С 19 октября 1922 начштаба ГУВУЗ. Позже преподаватель и старший руководитель военно-исторического факультета Академии Генерального штаба РККА, доцент, комбриг.
Проживал в Москве по адресу ул. Б.Садовая, д.6, кв.12. Арестован 17 марта 1938. Список Москва-Центр лиц назначенных к осуждению по 1-й категории (расстрел), в котором значится Белой, был подписан Сталиным, Молотовым, Ворошиловым 3 мая 1938. Приговорен ВКВС СССР 9 мая 1938 по обвинению в участии в контрреволюционной террористической организации. Расстрелян в тот же день на полигоне «Коммунарка». Место захоронения: Коммунарка.
Реабилитирован ВКВС СССР 24 ноября 1959.

## Труды
- Галицийская битва Архивная копия от 22 октября 2007 на Wayback Machine, М.-Л. 1929;
- Выход из окружения 19-го армейского корпуса у Томашова в 1914 г. Архивная копия от 22 октября 2007 на Wayback Machine М. 1937.

## Награды
- Орден Святого Станислава 3-й ст. (06.12.1912).